# 小山力也
小山力也（日语：／ Koyama Rikiya，1963年12月18日—），是出身於日本京都府京都市的男性演员、配音員，剧团俳優座所属，血型是O型。

## 人物
- 作為配音員，以《仁心仁術》的Doug Ross和《24》的Jack Bauer最爲觀眾所知，24是生涯最知名的角色。最初是以配音海外劇集及電影爲主要，自2000年後開始多參與動畫及遊戲等相關工作。
- 吹替作品中，擔任佐治·古尼、基夫·修打蘭、郭富城的配音基本是專屬。
- 2017第十八屆漫畫博覽會，《名偵探柯南》毛利小五郎簽名會開始時小山力也展現親和力，粉絲的所有願望通通得以實現，不僅仔細聆聽粉絲們對他說的話，就連握手、抱抱，甚至是過肩摔通通都爽快答應，可見小山力也真的非常照顧自己的粉絲福利。[1][2]

## 演出作品
※粗體字表示說明飾演的主要角色。

### 電視動畫
1998年
- 精靈寶可夢（ドクター・ドク）

2000年
- 第一神拳（鷹村守）
- 名探偵柯南（毛利小五郎）

2001年
- 宇宙人形17（D・D）

2002年
- 阿倍野桥魔法商店街（猶達斯）
- 花田少年史（清司）
- 名偵探柯南（毛利小五郎）

2003年
- 貯金大冒險（汉堡）
- 最遊記RELOAD GUNLOCK（卡特）
- 天使怪盜（日渡警視長）

2004年
- 攻壳机动队 S.A.C. 2nd GIG（久濑）
- 蒼穹之戰神（要誠一郎）
- 妄想代理人（主人公）
- MONSTER（ユンケルス）

2005年
- 光速蒙面侠21（武蔵厳）
- Keroro军曹 (电视动画)（ジュリー人）※第87話初登場
- 交响诗篇（ノルブ）
- 极速摄杀（両国玄蕃）
- SoltyRei（Vincent Greco）
- 斗牌传说（南郷）
- 到另一個你的身邊去（秧雞）
- 驚爆危機!The Second Raid（貝爾法剛・克魯佐）
- 名偵探柯南（櫻田泰造）(第439話)
- MÄR 魔兵传奇（沙督隆）

2006年
- 魔女之刃（鷹山澪士）
- 受讚頌者（哈克奧羅）
- 天保異聞 妖奇士（阿比）
- 009-1（サム）
- 火影忍者（螢火/ホタルビ）181集
- 爆球Hit! 轰烈弹珠人（真田銃兵衛）
- 蜂蜜与四叶草 第二季（マック・カルロス）
- Fate/stay night（衛宮切嗣）
- 武裝鍊金（維克多）
- 妖怪人間贝姆（田中市長）
- 甦醒的天空-援救之翼（黒木淳造）

2007年
- 大江戶火箭（美作天兵衛）
- 铁马少年（寺尾的父亲）
- 風之聖痕（神凪嚴馬）
- 獣神演武 -HERO TALES-（虎楊蒙骸）
- 无敌侦探贵公子（紅茶大王）
- 火影忍者疾风传（大和）
- BLEACH（柯雅泰‧史塔克）

2008年
- 染红的街道（杉下清次郎）
- 紫光任務 Ultraviolet:Code044（ダクサス二世）
- 假面男僕（寒風）
- 食灵―零―（葛野久遠）
- 妳是主人我是僕（熊人）
- 从今开始魔王 第3季（フォンビーレフェルト卿ヴァルトラーナ）
- 骷髏13（ザラス）
- 死后文（美川煌）
- SOUL EATER（死神）
- BLUE DRAGON 天界的七竜（天界の声/ルドルフ）
- 魔人偵探腦嚙涅羅（黑尾獨太）
- 魔法使的条件 夏日的天空（原誠一郎）
- 記憶女神的女兒們（イヒカ）
- 名探偵柯南（毛利小五郎）
- 魍魎之匣（笹川）
- 小雙俠 第2作（チャック・パウアー）

2009年
-瑪莉亞的凝望 第四季（可南子的父亲）
- 第一神拳(第二季)（鷹村守）
- RIDEBACK（岡倉天司郎）
- 蒼天航路（呂布）
- 海猫泣鳴之時（右代宮留弗夫）
- 狼與辛香料II（馬克・柯爾）
- 奇蹟少女KOBATO.（玄琥）
- 名偵探柯南（毛利小五郎 553集至今（第二代））
- 元素獵人（丹）
- 夏日風暴！（嵐山凜太郎）

2010年
- 鋼鐵人（金鋼狼/羅根）
- 少年犯罪檔案（櫻木六郎太（櫻哥））
- 荒川爆笑團（市之宮積）
- 無頭騎士異聞錄 DuRaRaRa!!（贄川周二）
- 傳說的勇者的傳說（龍拉・龍特爾）
- 刀語（左右田右衛門左衛門）
- FAIRY TAIL（梟）
- 侵略！花枝娘（南風店長）
- 棒球大聯盟 第六季（比利·奧利佛）

2011年
- 金鋼狼（金鋼狼/羅根）
- X戰警（金鋼狼/羅根）
- 快盜天使雙胞胎（black trader/取田）第3集
- 侵略！？花枝娘（南風店長）
- SKET DANCE（ドドンドンドドン）
- 日常（第5話預告旁白）
- 妖怪少爺～千年魔京～（安倍晴明）
- Battle Spirits Brave（異界王）
- Fate/Zero 第1季（衛宮切嗣）
- 刀鋒戰士（金鋼狼/羅根）
- 戰國鬼才傳（織田信長）
- 最後流亡-銀翼的飛夢-（亞斯巴魯·亞納德）

2012年
- 向銀河開球（花島勝）
- 王者天下（王騎）
- 其中1個是妹妹！（帝野熊五郎）
- ZETMAN（掃除人）
- 男子高中生的日常（秀則之父）
- 偵探歌劇 少女福爾摩斯 ~第二幕~（イケメンブー太）
- Muv-Luv Alternative Total Eclipse（易卜拉欣·杜爾）
- HUNTER×HUNTER（金·富力士）
- Fate/Zero 第2季（衛宮切嗣）
- 迷你裙宇宙海賊（鐵鬍子、旁白）
- 絕園的暴風雨（鎖部左門）

2013年
- 鎖鎖美小姐@不好好努力（月讀留座）
- 蟲奉行（月島源十郎）
- 火影忍者SD - 李洛克的青春全力忍傳（大和）
- 女神異聞錄 惡魔倖存者2（栗木羅納德）
- 召喚惡魔Z（羽柴總司）
- 狗與剪刀必有用（中原冬至）
- 王者天下2（王騎）
- 槍彈辯駁 希望學園與絕望高中生 The Animation（霧切仁）
- Servant x Service（百井兼藏）
- 惡魔高校D×D NEW（阿撒塞勒）
- 神奇寶貝 THE ORIGIN（坂木）
- 核爆末世錄（三島鬼兵）
- 伽利略少女（夏至生·法拉利）

2014年
- ONE PIECE（居魯士/單腳士兵）
- 宇宙浪子（跳蚤人兄弟）
- 愚者信長（武田信玄）
- 農林（校條創）
- WIZARD BARRISTERS～弁魔士賽希爾（麻楠史文）
- 銀河騎士傳（齊藤廣樹）
- 健全機鬥士（旁白、陆自军官）
- 地球隊長（西久保勉）
- 黑色子彈（蛭子影胤）
- 龍孃七七七埋藏的寶藏（重護的父親）
- 白銀的意志 ARGEVOLLEN（海淵·敏和）
- 戰國BASARA Judge End（黑田官兵衛）
- Fate/kaleid liner 魔法少女☆伊莉雅 2wei（衛宮切嗣）
- 信長協奏曲（柴田勝家）
- 魔術快斗1412（毛利小五郎）
- Fate/stay night [Unlimited Blade Works]第1季（衛宮切嗣）
- 寄生獸 生命的準則（山岸）
- 名侦探柯南 江户川柯南失踪事件 〜史上最糟糕的两天〜（毛利小五郎）

2015年
- 食戟之靈（幸平城一郎）
- 惡魔高校D×D BorN（阿撒塞勒）
- 雙槍激鬥（羅漢堂旭）
- Fate/stay night [Unlimited Blade Works]第2季（衛宮切嗣）
- 血界戰線（克勞斯·V·萊恩赫茲）
- 亞爾斯蘭戰記（魯項）
- 銀河騎士傳 第九行星戰役（齊藤廣樹）
- 潮與虎（阿虎）
- GATE 奇幻自衛隊 在彼方的土地，如斯的戰鬥（健軍俊也）
- 無頭騎士異聞錄 DuRaRaRa!!×2 轉（贄川周二）
- 噬神者（約翰內斯·馮·希克扎爾）
- 那就是聲優！（小山力也）
- 其實我是…（白神源二郎）
- 鲁邦三世（切萨雷·阿尔贝尔狄尼）
- 重裝武器（席瓦克斯）
- 一拳超人（深海王）
- 對魔導學園35試驗小隊（草薙大蛇）
- 终物语（手折正弦）

2016年
- 舞武器·舞亂伎（一希明）
- 無頭騎士異聞錄 DuRaRaRa!!×2 結（贄川周二）
- 亞人（消防員）
- 潮與虎 第2期（沙加克沙）
- 火星異種 復仇（多那太羅·K·戴維斯）
- 爆音少女！！（神明）
- 爆旋陀螺Burst（灼炎寺凱撒）
- 文豪Stray Dogs（福澤諭吉）
- 烙印勇士（莫斯古斯）
- 食戟之靈 貳之皿（幸平城一郎）
- 亞爾斯蘭戰記 風塵亂舞（魯項）
- Scared Rider Xechs（DEVISER）
- 美男高校地球防衛部LOVE！LOVE！（胸肩捋）
- 發條精靈戰記 天鏡的極北之星（索爾維納雷斯·伊格塞姆）
- 東離劍遊紀（狩雲霄）
- 齊木楠雄的災難（湯姆）
- 槍彈辯駁3 －The End of 希望峰學園－ 絕望篇（霧切仁）
- 槍彈辯駁3 －The End of 希望峰學園－ 未來篇（霧切仁）
- 奇奇冒險日記（大黑）
- 文豪Stray Dogs 第2期（福澤諭吉）
- 輕拍翻轉小魔女（綠之紳士）
- ALL OUT!!（平唯一）
- 亞人 第2期（消防員）
- 名侦探柯南 章节''ONE'' 缩小的名侦探（毛利小五郎）

2017年
- 黑色推銷員NEW（夢見亞士）
- 高校星歌劇 第2期（天花寺的父親）
- ID-0（格雷曼[3]）
- 雛邏輯～來自幸運邏輯～（莉歐的父親）
- 將國戡亂記（科朗坦·皮諾）
- 咕嚕咕嚕魔法陣（國青哥）
- 食戟之靈 餐之皿（幸平城一郞）
- 鬼燈的冷徹 第貳期（ねうねう）
- 血界戰線 & BEYOND（克勞斯·V·萊恩赫茲）
- UQ HOLDER! ~魔法老师！ 第2部~（杰克·拉坎）

2018年
- 七大罪 戒律的復活（薩拉托拉斯）
- Slow Start（一之瀨健）
- POP TEAM EPIC（POP子〈第10話B段〉）
- 牙鬥獸娘（祠堂零一）
- 宇宙戰艦提拉米斯（宗一郎·一之瀨）
- 惡魔高校D×D HERO（阿撒塞勒）
- 驚爆危機！Invisible Victory（貝爾法剛·克魯佐）
- 奇奇冒險日記 第二季（大黑）
- 刃牙（烈海王[4]）
- 後街女孩（高村仁）
- 中間管理錄利根川（權田）
- 千緒的通學路（安藤繭太[5]、排骨）
- 工作細胞（胸腺上皮細胞教官）
- Planet With（老師[6]）
- 暮光幻影（范·海辛）
- 京都寺町三條商店街的福爾摩斯（家頭誠司[7]）
- Angolmois 元寇合戰記（鬼剛丸）
- DOUBLE DECKER！道格＆基里爾（特拉維斯·馬菲）
- 宇宙戰艦提拉米斯II（宗一郎·一之瀨）
- 學園BASARA（黑田官兵衛[8]）
- 傀儡馬戲團（加藤鳴海[9]）

2019年
- 文豪Stray Dogs 第3期（福澤諭吉）
- 彼方的阿斯特拉（レイ・ホシジマ）
- 食戟之靈 神之皿（幸平城一郞）

2020年
- 食戟之靈 豪之皿（幸平城一郞）
- 隱瞞之事（大和力郎）
- 弩級戰隊HXEROS（旁白）
- DECA-DENCE（多納太羅、德托金）
- 富豪刑警 Balance:UNLIMITED（武井克弘）
- 天晴爛漫！（托馬斯·愛迪生）
- 在魔王城說晚安（刺針犰狳[10]）
- 體操武士（布蘭妮）
- 小碧藍幻想!（索利茲）
- 黑色五葉草（但丁·佐格拉提斯）

2021年
- 偶像榮耀（三枝信司）
- 文豪Stray Dogs 汪！（福澤諭吉）
- 怪病醫拉姆尼（春的父親）
- 舞伎家的料理人（哥哥）
- 無職轉生～到了異世界就拿出真本事～（佩爾基烏斯·朵拉）
- 席斯坦 -The Roman Fighter-（薩法爾）
- Vivy -Fluorite Eye's Song-（安東尼奧）
- 戰鬥員派遣中！（虎男）
- 我立於百萬生命之上（遊戲管理員）
- 關於我轉生變成史萊姆這檔事 第2期（達格里爾）
- 鬼滅之刃 無限列車篇（煉獄槙壽郎）
- 境界戰機（宇堂希龍）
- 鬼滅之刃 遊郭篇（煉獄槙壽郎）

2022年
- 最遊記RELOAD -ZEROIN-（卡特）
- 失格紋的最強賢者（愛迪瓦特）
- 秘密內幕～女警的反擊～（北条保[11]）
- 數碼寶貝幽靈遊戲（融雪獸）
- 相合之物（納野平伍）
- 王者天下4（王騎）
- 受讚頌者 二人的白皇（旁白、神社主／哈克奧羅）
- 小邪神飛踢X（鴯鶓）
- 頂點!!!!!!!!!!!!!!!（丸一日暴走刑事）
- BLUE LOCK 藍色監獄（一難高校監督）
- 我想成為影之強者！（奧爾巴子爵）
- 福星小子（拉姆的父親[12]）
- 名偵探柯南 犯人·犯澤先生（毛利小五郎[13]）
- IDOLiSH7 Third BEAT!（逢坂壯志）

2023年
- 文豪Stray Dogs 第4期（福澤諭吉[14]）
- 魔王學院的不適任者 II ～史上最強的魔王始祖，轉生就讀子孫們的學校～（耶魯多梅朵·帝提強）
- 逃走中 THE GREAT MISSION（織田信長）
- 黃金神威（野澤仁平治[15]）
- 英雄教室（國王〈吉爾伽美什〉[16]）
- 文豪Stray Dogs 第5期（福澤諭吉）
- 七大罪 啟示錄四騎士（佩爾嘉德[17]）
- 不死不運（比利[18]）
- 某大叔的VRMMO活動記（傑丹[19]）

2024年
- 福星小子（第2期）（拉姆的父親）
- Animation x Paralympic：誰是你的英雄？（阿虎[20]）
- 通靈王FLOWERS（櫻井咲太郎）
- 關於我轉生變成史萊姆這檔事 第3期（達格里爾）
- 狼與辛香料 MERCHANT MEETS THE WISE WOLF（馬克·柯爾[21]）
- 魔法光源股份有限公司（重本浩司[22]）
- 平凡職業造就世界最強 season 3（加哈路德[23]）
- 鴨乃橋論的禁忌推理 2nd Season（生須）

2025年
- 異修羅 第2期（地平咆梅雷[24]）
- 七龍珠大魔（卡迪姆）
- 我獨自升級 Season 2 -Arise from the Shadow-（水篠潤一郎）
- #空帕斯2.0：陣地攻防戰（盧西亞諾[25]）
- 新吊帶襪天使（海灘遊俠）
- 不死不運 Winter篇（比利[26]）

### 劇場版
- JoJo的奇妙冒險 幻影血脈（威廉·A·齊貝林）
- 北斗神拳 真救世主伝説 ZERO ケンシロウ伝（ジュガイ）
- 甲蟲王者（ヘルクレスリッキーブルー）
- 超電影版SDガンダム三國伝～BraveBattleWarriors～（胡軫強人）
- 烙印勇士 黃金時代篇I 霸王之卵(尤里斯/阿當)
- 烙印勇士 黃金時代篇II 多爾多雷攻略戰(尤里斯/阿當)

2001年
- 星際牛仔：天國之門（スティーブ）
- 吸血鬼獵人D（警長)

2003年
- 東京教父（新郎）

2005年
- 劇場版 鋼之鍊金術師 香巴拉的征服者(魯道夫·赫斯)

2006年
- 名偵探柯南：偵探們的鎮魂歌（龍阿茶）

2008年
- 火影忍者疾風傳劇場版 牽絆（大和)

2010年
- 火影忍者疾風傳劇場版 失落之塔（大和）
- Fate/stay night Unlimited Blade Works（衛宮切嗣）
- 名偵探柯南：天空的劫難船（毛利小五郎）

2011年
- 名偵探柯南：沉默的15分鐘（毛利小五郎）
- 火影忍者疾風傳劇場版 血獄（大和）
- 剧场版 魔法老师！ ANIME FINAL(杰克·拉坎)

2012年
- 名偵探柯南：第11位前鋒（毛利小五郎）

2013年
- 名偵探柯南：绝海的侦探（毛利小五郎）

2014年
- 名偵探柯南：异次元的狙击手（毛利小五郎）

2015年
- 名偵探柯南：業火的向日葵（毛利小五郎）

2016年
- 名偵探柯南：純黑的惡夢（毛利小五郎）

2017年
- 名偵探柯南：唐紅的戀歌（毛利小五郎）
- 劇場版 Fate/kaleid liner 魔法少女☆伊莉雅 雪下的誓言（衛宮切嗣）
- 劇場版 Fate/stay night Heaven's Feel（衛宮切嗣）

2018年
- 文豪Stray Dogs DEAD APPLE（福澤諭吉）
- 名偵探柯南：零的執行人（毛利小五郎）
- 我的英雄學院劇場版：兩個人的英雄（沃爾夫拉姆）

2019年
- 名偵探柯南：紺青之拳（毛利小五郎）
- 普羅米亞（伊格尼斯）

2020年
- 鬼滅之刃劇場版 無限列車篇（煉獄槇壽郎）

2021年
- 名偵探柯南：緋色的彈丸（毛利小五郎）
- 銀河騎士傳 織愛之星（齊藤廣樹）
- 酷愛電影的龐波小姐（上司）

2022年
- 名偵探柯南：萬聖節的新娘（毛利小五郎）
- 通往夏天的隧道，再見的出口（薰的父親[27]）

2023年
- 名偵探柯南：黑鐵的魚影（毛利小五郎[28]）

2024年
- 名偵探柯南：100萬美元的五稜星（毛利小五郎[29]）

2025年
- 屁屁偵探電影：星與月[30]
- 名偵探柯南：獨眼的殘像（毛利小五郎[31]）

### 網路動畫
2005年
- やんやんマチコ(JOLIENA JOLIEN X)
- 麟光之翼（迫水真次郎）

2016年
- 怪物彈珠（黑炎宙斯）
- 寶可夢世代（水梧桐）

2018年
- 衛宮家今天的餐桌風景（衛宮切嗣）
- 惡魔人 Crybaby（槐夢）
- 超級龍珠英雄（坎巴）

2023年
- PLUTO ～冥王～（海格力斯[32]）

2024年
- 範馬刃牙 VS 拳願阿修羅（烈海王、阿古谷清秋[33]）
- 奇奇的美好冒險：快樂暑假（大黑[34]）

2025年
- 迪士尼 扭曲仙境 動畫版（Mozus Trein[35]）

### OVA
- 夕陽染紅的坡道（杉下清次郎）
- 受讚頌者（哈克奧羅）
- KITE LIBERATOR（野口折外）
- 鋼彈系列作品
  - 機動戰士鋼彈UC(弗拉斯特·斯考爾)
  - GUNDAM EVOLVE/15（シャリア・ブル）
- 銀河英雄傳說「螺旋迷宮」(沃里斯·渥利克)
- 第一神拳『間柴vs木村 死刑執行』（鷹村守）
- 驚爆危機「戰隊長蠻閒的一天」（貝爾法剛・克魯佐）
- 夢幻遊戲（朱天童）
- 魔法老師！OVA 另一個世界（傑克·拉坎）
- 名偵探柯南（毛利小五郎）
  - MAGIC FILE2011 新潟〜東京 おみやげ狂騒曲
  - 傳說中的球棒的奇蹟
- 神劍闖江湖 追憶篇（土方歳三）
- ONE PIECE ROMANCE DAWN STORY（『弦月』賈利）

2015年
- 惡魔高校D×D NEW（阿撒塞勒）※DX.1 限定版附BD
- 鬼燈的冷徹（ねうねう）※第19卷附贈原創動畫DVD限定版

2016年
- 血界戰線（克勞斯·V·萊恩赫茲）

2017年
- 食戟之靈 貳之皿「仲間亮版食戟之靈〜浮世太噁了〜」（幸平城一郎）
- 文豪Stray Dogs 第2期（福澤諭吉） ※漫畫第13卷限定版附贈

2018年
- 血界戰線 & BEYOND（克勞斯·V·萊恩赫茲）

### 特攝

#### 真人出演
1988年
- 假面騎士BLACK RX（霞之喬）

#### 配音
2013年
- 假面騎士×假面騎士 鎧武 & Wizard 天下決勝之戰國MOVIE大合戰（假面騎士武神鎧武）

2018年
- 假面騎士ZI-O（時空驅動器音聲、逢魔ZI-O）

### 遊戲
- Caduceus 新血（馬可斯·馮恩）
- TRINITY:Zill O'll系列（內枚亞）
- 無雙OROCHI 蛇魔再臨（孫悟空）
- 無雙OROCHI Z（孫悟空）
- 無雙OROCHI 2（孫悟空、內枚亞）
- 真·三國無雙MULTI RAID 2（孫悟空、秦始皇）
- 戰國BASARA系列（黑田官兵衛）
- 噬神者（約翰內斯·馮·希克扎爾）
- 最終幻想12（巴修）
- 天诛系列（4，力丸）
- 幻想戰記（匈凱爾獸面王）
- 純真傳奇（阿斯拉）
- 超級機器人大戰系列
  - 第2次超級機器人大戰Z 破界篇（破界之王‧凱歐烏）
  - 第2次超級機器人大戰Z 再世篇（破界之王‧凱歐烏）
- JOJO的奇妙冒险 ALL STAR BATTLE（吉良吉影）
- 人中之龍4 傳說的繼承者（冴島大河）
- 人中之龍5 夢 實踐者（冴島大河）
- 人中之龍 維新！（永倉新八 / 平間重助）
- 人中之龍0（冴島大河）
- 人中之龍6 生命詩篇。（冴島大河）
- 人中之龍極2（冴島大河）

2006年
- 传颂之物 逝去者的摇篮曲（哈克奧羅）

2014年
- 女友伴身邊（黃金週人2）

2015年
- 女友伴身邊（黃金週人3）
- Fate/grand order（Assassin / 衛宮切嗣）
- 光環5：守護者（士官長）

2016年
- 女友伴身邊（黃金週人4）
- 傳颂之物 二人的白皇（哈克奧羅）

2017年
- 東京放學後召喚師（日语：東京放課後サモナーズ）（伊夫利特[36]、修洛特爾）
- 聖火降魔錄 英雄雲集（賽特）

2018年
- 超級龍珠英雄（坎巴）
- 無雙OROCHI 3（孫悟空）
- 人中之龍 Online（冴島大河）
- Negimate！ UQ HOLDER！ ~魔法老师！ 第2部~（杰克·拉坎）

2019年
- 人中之龍 Online（冴島大河ssr）、（長髮冴島大河ssr）

2020年
- 人中之龍7 光与暗的去向（冴島大河）
- 人中之龍 Online（冴島 大河（紋付袴）NEW！）、（永倉新八ssr）
- 英雄傳說 創之軌跡(洛伊 格蘭哈特)

2021年
- 英雄傳說 黎之軌跡(洛伊 格蘭哈特)

2022年
- 白夜極光(克)
- 明日方舟（瑪恩納•臨光）

2023年
- 人中之龍 維新 極！（永倉新八 / 平間重助）
- 人中之龍7外傳 英雄無名（冴島大河）

2024年
- 人中之龍8（冴島大河）

2025年
- 人中之龍8外傳 Pirates in Hawaii（冴島大河）
- 碧藍幻想（杰克·拉坎）
- 百劍討妖傳綺譚（竹虎）

### 吹替
- 郭富城
  - 雷霆戰警
  - 風雲1
  - 寒戰
  - 西遊記之大鬧天宮
  - 三打白骨精
- 三國 (電視劇)（周瑜）
- 大長今（徐天壽）

### 人偶劇
2016年
- Thunderbolt Fantasy 東離劍遊紀（狩雲霄）